# 王紹美
王紹美（？—17世紀），字子輿，一作子璵，浙江紹興府山陰縣人，一作會稽縣人，明朝、南明政治人物。

## 生平
王紹美相貌英俊，崇禎六年（1633年）舉浙江鄉試第二名，崇禎十三年（1640年）成進士，授廣東肇慶府推官，在當地施行仁政，赦免冤獄、豁免多餘稅項。魯王朱以海監國，王紹美遷山東道監察御史，請求撫恤劉宗周、祁彪佳、王毓蓍、潘集、周卜年五位忠臣，並和沈綵在金華迎接黃鳴俊。
王紹美辭官以後，身無長物，死後無錢殮葬。

## 家庭
- 弟王紹蘭，崇禎九年舉人[4]
- 子王用悅，康熙十四年舉人[1]

## 引用
1. 1 2 3  嘉慶《山陰縣志·卷十四·鄉賢二》：王紹美，字子輿，少英俊，崇禎庚辰進士，授肇慶府推官。不事刑威，不為表暴，出冤獄、却廠羨。及去官，無留物至不能具棺殮云。子用悅，康熙乙卯舉人。 府志儒林。案府志紹美會稽人，今據舊志選舉卷補。
2. 1 2  錢海岳《南明史·卷八十二·列傳第五十八》：（沈綵）與王紹美逆（黃鳴俊）之金華。……紹美，字子璵，會稽人。崇禎十三年進士，授肇慶府推官。雪冤獄、卻廠羨。去日蕭然無一物。遷山東道御史，請卹劉宗周、祁彪佳、王毓蓍、潘集、周卜年五忠。
3. ↑  嘉慶《山陰縣志·卷十·選舉一》：王紹美 通志會稽人……以上（崇禎）六年癸酉科（舉人）
4. ↑  錢海岳《南明史·卷八十二·列傳第五十八》：弟紹蘭，崇禎九年舉於鄉。